# قانون باركنسون للتفاهة

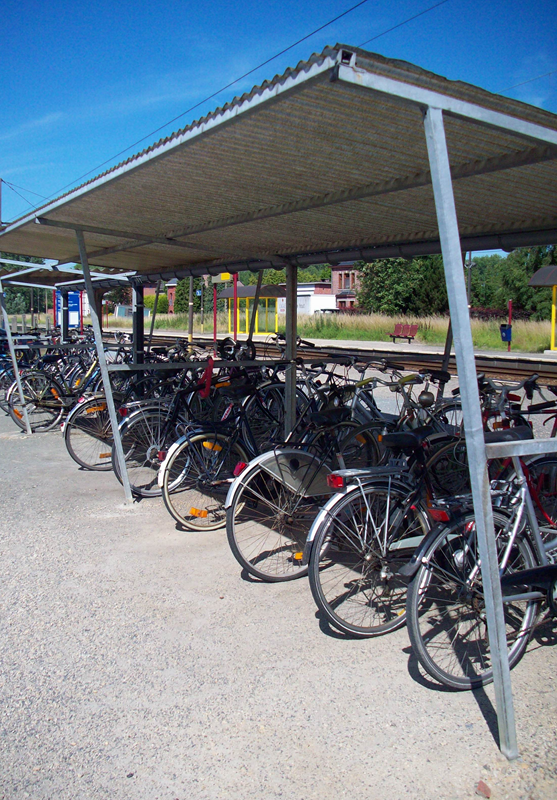

ينصّ قانون باركنسون للتفاهة (بالإنجليزية: Parkinson's law of triviality)‏ على أن الوقت الذي نمضيه في التفكير في أمر ما يتناسب عكسيا مع أهميته، فقد تمضي لجنة ما ثلاث دقائق في الموافقة على بناء مفاعل نووي، ومن ثم تمضي 45 دقيقة في الموافقة على بناء مرآب للدراجات.
بمعنى أننا نسهب في الحديث عن الأمر السخيف لأننا نفهمه، بينما نخجل من مناقشة الموضوع المعقد لأننا لا نفهمه جيدا.